# Maiolica di Montelupo

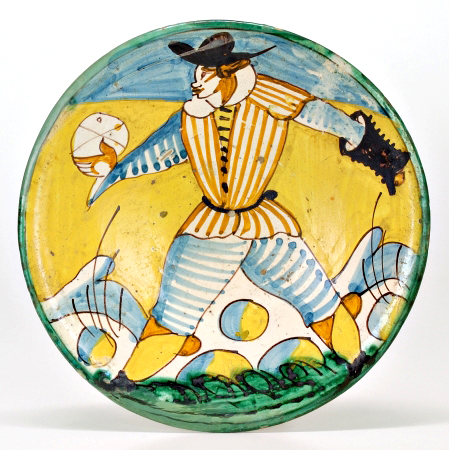
"Arlecchino" di Montelupo, XVII secolo, Museo internazionale delle ceramiche in Faenza

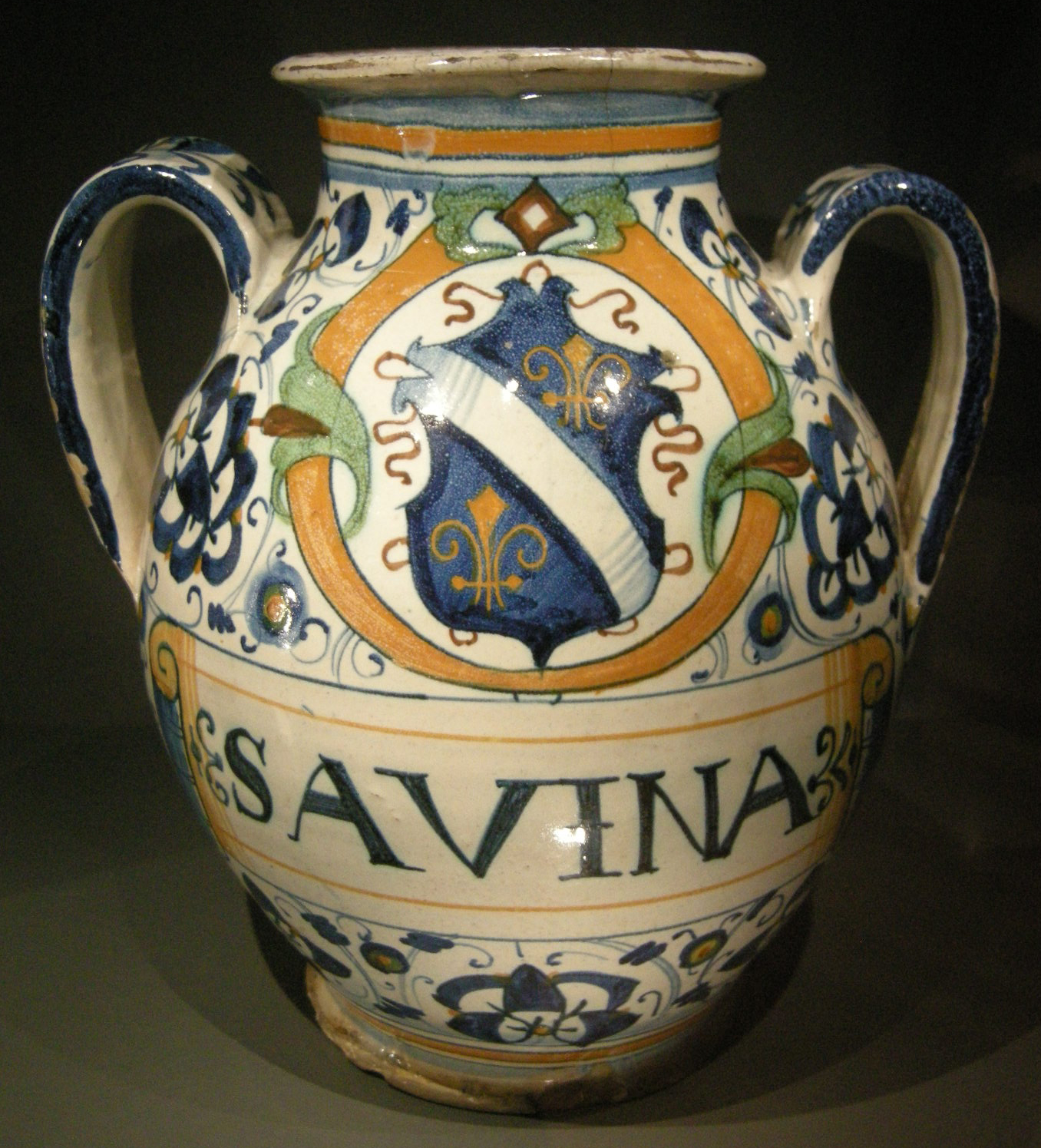
Contenitore da farmacia con stemma, 1520 circa, National Gallery of Victoria

La Maiolica di Montelupo fu un'importante tipologia di ceramica italiana realizzata nella località di Montelupo Fiorentino, nei dintorni di Firenze, a partire dal Basso Medioevo, con una notevole fioritura in epoca rinascimentale e nell'era moderna del XVII e XVIII secolo.

## Storia
Attivo come centro di produzione ceramica fin dalla fine del Duecento, avviò a produrre maiolica di ispirazione ispano-moresca (motivi blu e decorazione a prevalenza verde) dal XV secolo.
Destinata quasi esclusivamente all'esportazione, la ceramica di Montelupo poteva contare su più di 50 fornaci alla fine del Quattrocento. Il livello di produzione era tale che un editto del potestà vietò di gettare le enormi quantità di scarti e residui di lavorazione nell'adiacente fiume Pesa, onde evitare che potesse esserne deviato il flusso. Primo sbocco della produzione montelupina era Firenze, ma la vicinanza ai porti di Pisa e, in seguito, Livorno, ne facilitò lo smercio su tutte le piazze europee visitate dai mercanti toscani. Pezzi di ceramica montelupina sono stati ritrovati nei siti archeologici dell'America Centrale connessi con i primi insediamenti europei nella zona, così come nelle Filippine, nei Paesi Bassi e in Scozia. Un documento del 1490 ricorda dopotutto come un mercante fiorentino, Francesco Antinori, acquistò l'intera produzione di ventitré forni per smerciarla all'estero.
Nel XV secolo la ceramica di Montelupo era caratterizzata da suppellettivi verniciate per lo più di bruno manganese e verde ramina, con decorazioni a fiori, ad arabeschi, e figurazioni di personaggi, motti e paesaggi.
Dalla metà del Quattrocento, Montelupo divenne protagonista del fenomeno della "circolazione delle tecniche e del sapere" che caratterizzò quel periodo storico: artisti montelupini andarono a lavorare a Faenza e a Cafaggiolo ed è documentata la presenza di ceramisti di Montelupo anche a Caltagirone, dove dettero nuovo impulso alle relative tradizioni ceramiche che continuano ancora oggi.
Dalla produzione istoriata nacque il decoro montelupino sicuramente più famoso, ossia i secenteschi "Arlecchini", raffigurazioni satirico-naif dei personaggi allora più famosi e temuti, i Lanzichenecchi al soldo di Carlo V. Alla fine del Seicento, dopo che fu terminata la produzione di splendidi manufatti per le farmacie fiorentine dei domenicani di San Marco e di Santa Maria Novella, iniziò il lento ma inesorabile declino della produzione ceramica di Montelupo. Soltanto grazie alla produzione di "pentole" di Capraia la tradizione sopravvisse durante il XVIII e XIX secolo. La memoria della grande ceramica di Montelupo, così, si perse.
La pubblicazione di Giovanni Botti del libro I boccali di Montelupo, nel 1818, sembrò riportare l'attenzione degli studiosi su Montelupo, ma il trattatello pare soprattutto un'opera di fantasia. Solamente con la nascita degli studi sulla ceramica, Montelupo compare come luogo di produzione di ceramica nel volume del 1863 di August Demmin, Guide de l'amateur de faiences et porcelaines. Infine negli anni trenta del XX secolo, comparvero sulla rivista Faenza alcuni articoli sulla ceramica di Montelupo.
Nel 1977 i volontari del "Gruppo archeologico di Montelupo Fiorentino" scoprirono, all'interno del castello che dominava il borgo medievale, la bocca di un grande pozzo (il "pozzo dei lavatoi"), riempito di frammenti di ceramica dalle fornaci cittadine. I ritrovamenti sono esposti nel Museo della ceramica di Montelupo.